# Gueorgui Kornazov
Gueorgui Kornazov, né le 30 septembre 1971 à Sevlievo en Bulgarie, est un tromboniste et compositeur de jazz d'origine bulgare.
Il vit à Paris.

## Biographie

### Débuts en Bulgarie
Gueorgui Kornazov est né le 30 septembre 1971 à Sevlievo en Bulgarie, dans une famille d'ingénieurs. Peu de temps après sa naissance, la famille déménage à Sofia.
Il commence à jouer du piano à l'âge de 9 ans, puis du trombone à l'âge de 12 ans. Il étudie la musique classique au conservatoire de musique L. Pipkov et à l'Académie nationale de musique de Sofia. En parallèle, il s'intéresse au jazz et commence bientôt à jouer avec des musiciens de jazz tel que Milcho Leviev, Antoni Donchev (bg), Stoyan Yankoulov, Theodosii Spassov, Hristo Yotzov, avec le groupe Blanc, Vert, Rouge  et aussi avec le clarinettiste Ivo Papazov.
En 1993, il forme son premier groupe The Dixie Jockers.

### Arrivée en France
En 1995, il intègre la classe du jazz au Conservatoire national supérieur de musique et de danse à Paris (CNSM), où il travaille avec François Jeanneau, Jean-François Jenny-Clark, Hervé Sellin et François Théberge. Il remporte le prix du meilleur soliste au « Tremplin Jazz d'Avignon », sous la présidence de Daniel Humair en 1996. Il est invité en tant que soliste par Lorient Bigband - l'orchestre régional de jazz de Bretagne avec lequel il fait plusieurs tournées (1996 en Lettonie, 1997 au Vietnam, 1998 au Cambodge et 1999 en Polynésie).
En 1998, il obtient le premier prix du jazz au CNSM de Paris, remporte le troisième prix de soliste et deuxième prix de groupe avec le sextet « OLH Acoustique » de Geoffroy Tamisier au concours national de jazz La Défense.
En 1999, il crée son premier quintet avec Stéphane Guillaume (saxophone, clarinette), Emmanuel Codjia (guitare), Thomas Grimmonprez (batterie), Antonio Licusati (basse), avec lequel remporte le 3e prix du groupe au concours national de jazz La Défense. Il enregistre Une vie sans lune avec  l' OLH Acoustique de Geoffroy Tamisier.
Il participe en 2000 à des nombreux projets : l'Orchestre national de jazz Didier Levallet, sous la direction de John Lewis (moderne de Jazz Quartet), puis ONJ Paolo Damiani ou joue avec François Jeanneau, Gianluigi Trovesi, Christophe Marguet, Paul Rogers, Christophe Monniot, Xavier Jirotto, Gianluca Petrella, Médéric Collignon et Anouar Brahem. Il participe au Paris Jazz Bigband, accompagne Toots Thielemans, Phil Collins et Henri Salvador, sous la direction de Quincy Jones et joue dans L’Arbre Voyage de Bertrand Renaudin avec Hervé Sellin, Yves Rousseau et Jonas Knutsson.
En 2001, il enregistre Staro Vreme, son premier album de musique originale, G meets K avec Kenny Wheeler et OLH Acoustique de Geoffroy Tamisier et A Suivre avec Paris Jazz Bigband. Il forme un quartet en hommage à Jay Jay Johnson avec Denis Leloup (trombone), Pier Paolo Pozzi (batterie) et Stéphane Kerecki (basse).
De 2002 à 2009, il joue dans Strada Sextet d'Henri Texier et donne des concerts en France, Italie, Espagne, Portugal, Allemagne, Autriche, Grande-Bretagne, Russie, Norvège et Libye.
Il enregistre en 2004 Essence de rose, son deuxième album de musique originale avec Stéphane Guillaume (saxophone, clarinette), Emmanuel Codjia (guitare), Thomas Grimmonprez (batterie), Sebastien Boisseau (basse), Krassen Lutzkanov (kaval) et Geoffroy Tamisier (trompette). En 2005, il est invité et joue dans Vienna Art Orchestra, dirigé par Matthias Rüegg et dans le sextet Andalucia de Jean-Marie Machado.
En 2006, il crée deux nouveaux groupes : Gueorgui Kornazov Horizons quintet, avec Émile Parisien (sax soprano), Manu Codjia (guitare), Marc Buronfosse (basse), Karl Jannuska (batterie) et le trio Kornazov/Codjia/Tamisier. L'année suivante, il est invité par le Norddeutscher Rundfunk (NDR) Big Band de Hambourg, où il travaille avec Bob Brookmeyer, Nils Landgren, Claus Stotter, Christof Lauer, Gene Calderazzo, Gary Husband, Dany Gotlieb, Eric Watson, Nils Wogram et aussi avec les compositeurs-arrangeurs Steve Gray et Michael Gibs. Il enregistre Viara avec l'Horizons quintet et Le Gris du vent avec le trio Kornazov/Codjia/Tamisier. 
Il enregistre en 2008 Marciac-New York Express avec Herve Sellin septet et participe à plusieurs festivals : Vienne, Marciac, Ramatuelle, Nevers, Les Arènes de Montmartre.
En 2009, il intègre l'orchestre Danzas de Jean-Marie Machado et enregistre avec Manu Codjia quintet. En 2010, il crée à Sofia Otnovo, nouvelle musique originale avec Antoni Donchev (piano), Rossen « Roko » Zahariev (trompette, bugle), Stojan Yankoulov (batterie), Gueorgui Donchev (basse) et donne des concerts à Radio Sofia et au Varna International Jazz Fest (Bulgarie). Carte blanche au festival Éclats d’émail à Limoges et à Radio France, il crée une version internationale d' Otnovo avec Alex Sipiagin (trompette), Dimitar Bodourov (piano), Émile Parisien (sax soprano), Manu Codjia (guitare), Marc Buronfosse (basse) et Antoine Banville (batterie).
Invité en soliste par le Big band de Radio Sofia (dir. Anthony Donchev) en 2011, il enregistre Part of the art du Mauro Negri European quartet avec Mario Gonzi (batterie) et Georg Breinchmid (basse). En 2012 il intègre la Compagnie des Musiques à Ouïr de Denis Charolles, l'Harmonie de poche de Geoffroy Tamisier et le nouveau septet d'Olivier Le Gois, avec lequel il enregistré Abastract.
En 2013, il crée trois nouveaux projets : The Majesty of Kenny Wheeler (hommage au trompettiste et compositeur canadien) avec Claudia Solal (voix), Jean-Charles Richard (sax soprano), Manu Codjia (guitare), Guillaume de Chassy (piano), Christophe Marguet (batterie) et Matyas Szanday (contrebasse) ; Brass Spirit avec Aymeric Avice (trompette), Didier Ithursarry (accordéon), Bastien Stil (tuba) et Éric Échampard (batterie) et le duo Suznanie avec le pianiste Leonardo Montana. Il publie aussi Sila, quatrième album de musique originale, enregistre Duke & Thelonius avec la Compagnie des Musiques à Ouïr de Denis Charolles et Trapèze de Jan Schumacher.
Il enregistre en 2014 Suznanie avec le pianiste Leonardo Montana, cinquième album de musique originale, puis sort son sixième, The Budapest concert avec l' Horizons quintet. En 2015, il compose et arrange un nouveau programme pour Big band et trois solistes intitulé Conscience.